# 本多助有
本多 助有（ほんだ すけもち）は、信濃飯山藩の第3代藩主。広孝系本多家7代。

## 生涯
正徳4年（1714年）6月、飯山藩の初代藩主・本多助芳の4男として生まれる。享保15年（1730年）に兄で第2代藩主の康明が死去したため、その養子として家督を継いだ。しかし生来から病弱だったため、元文2年（1737年）9月20日に死去した。享年24。
実子がなかったため、分家旗本から助盈を養子に迎え、跡を継がせた。

## 系譜
父母
- 本多助芳（実父）
- 小笠原長重の養女（実母）
- 本多康明（養父）

正室
- 諏訪忠虎の娘

養子
- 本多助盈 ー 本多利紀の長男